# Medetera baicalica
Medetera baicalica är en tvåvingeart som beskrevs av Negrobov 1972. Medetera baicalica ingår i släktet Medetera och familjen styltflugor. Inga underarter finns listade i Catalogue of Life.